# Glycogène-phosphorylase
La glycogène-phosphorylase est une phosphorylase de la glycogénolyse responsable de la dégradation du glycogène en glucose-1-phosphate, première étape de la transformation du glycogène en glucose :
[(1→4)-α-D-glucosyl]n  +  phosphate   {\displaystyle \rightleftharpoons }   [(1→4)-α-D-glucosyl]n-1  +  α-D-glucose-1-phosphate.
Il s'agit d'une protéine composé de deux sous-unités d'une masse moléculaire de 97 kDa chacune. Elle est présente dans le foie, muscles ainsi que le cerveau. Elle est retrouvée in vitro sous forme monomérique, tétramérique et dimérique. Seule la forme dimérique est fonctionnelle biologiquement.
Cette enzyme est souvent étudiée comme modèle de double régulation réversible par phosphorylation et par effecteurs allostériques. Les éléments importants de sa structure polypetidique sont : Ser 14 (phosphorylation), Tyr 155 (AMP/ATP, site allostérique), Lys 679 (PLP). Elle existe ainsi à la fois sous deux formes et deux états : tendue ou relâchée d'une part et phosphorylée ou non phosphorylée d'autre part. Sa phosphorylation induit son activation par passage sous forme R, tout comme la fixation d'une molécule d'AMP sur son site allostérique (Tyr 155). La protéine est préférentiellement active sous forme R plutôt que sous forme T.
Les pathologies liées à cette enzyme sont :
- glycogénose de type V (Maladie de Mc Ardle) ;
- glycogénose de type VI.